# Télécabine de Charamillon
 (novembre 2021).
La télécabine de Charamillon est une télécabine de France située en Haute-Savoie, dans la vallée de Chamonix, au-dessus du village du Tour. Construite en 1986, la remontée mécanique est remplacée en 2021 pour une ouverture à noël 2022 par une installation similaire plus performante.

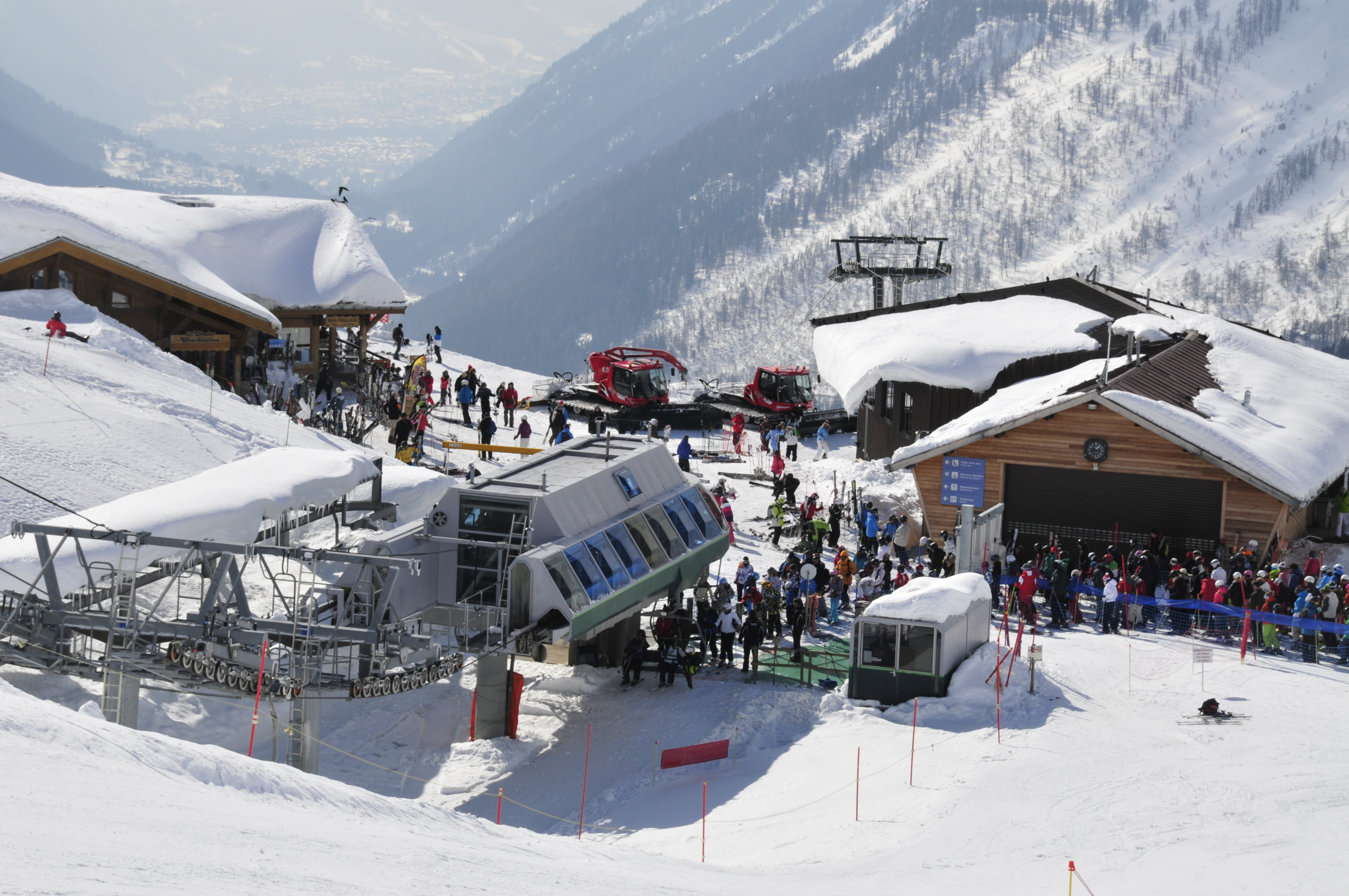
Vue en 2013 de l'arrivée de la télécabine de 1986 avec au premier plan le départ du télésiège des Autannes.